# Der arme Awrossimow
Der arme Awrossimow (russisch Бедный Авросимов, Bedny Awrossimow) ist ein historischer Roman des sowjetischen Schriftstellers Bulat Okudschawa, der 1965 bis 1969 entstand und 1969 in den Heften 4 bis 6 (April bis Juni) der Moskauer Monatszeitschrift für Literatur Druschba narodow erschien.

## Überblick

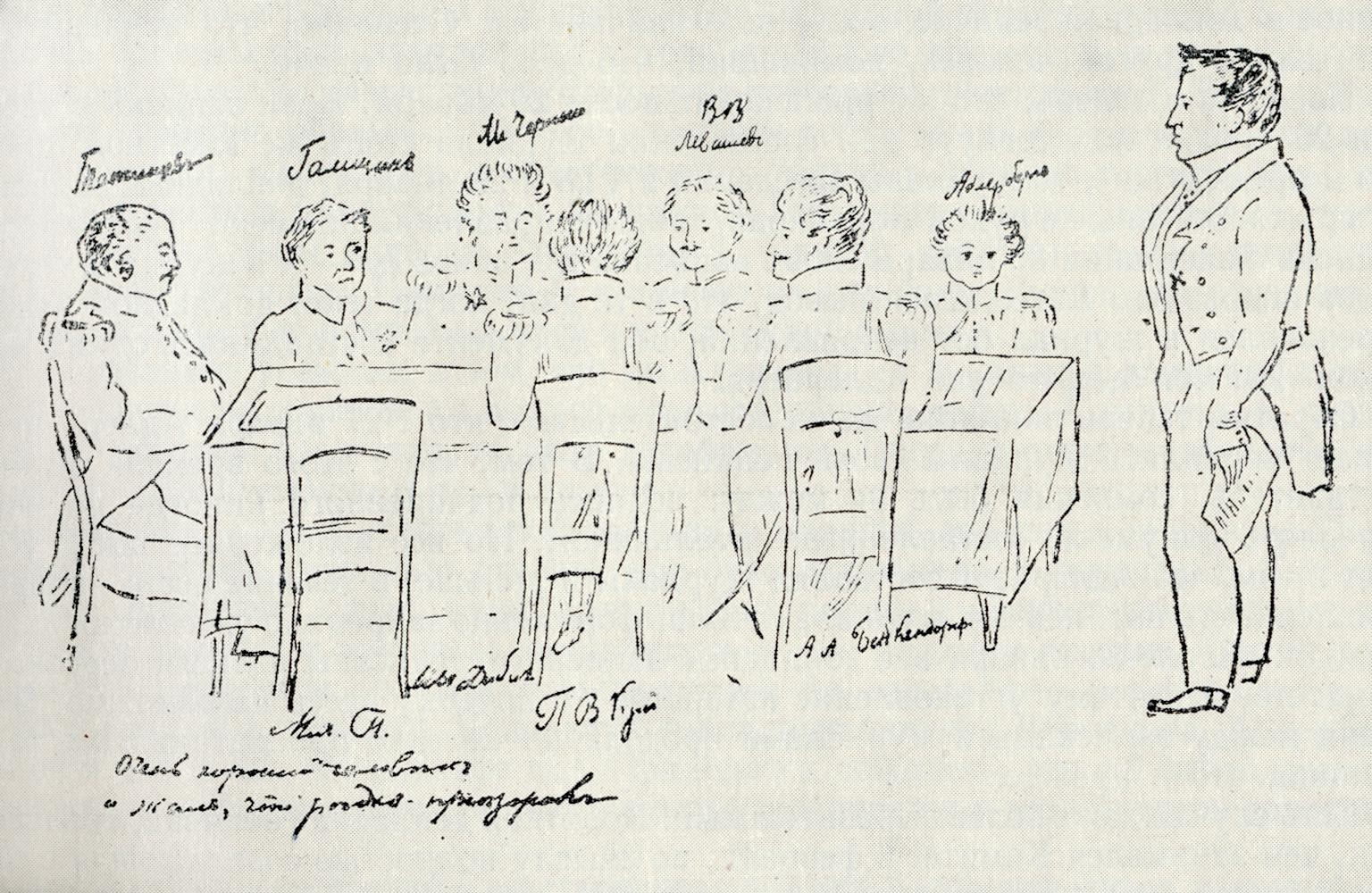
Sitzung des Untersuchungsausschusses gegen die Dekabristen, 1826 porträtiert von Wladimir Adlerberg

Ein fiktiver Ich-Erzähler, der sowohl den Leser als auch die Leserin in „seinem Bericht“ andauernd mit „mein liebwerter Herr“ anredet, nähert sich zu Anfang der 1860er Jahre, also während der Großen Reformen, schreibend einem Ereignis aus dem Januar des Jahres 1826 in Sankt Petersburg: Die Dekabristen sind gescheitert. Eines ihrer Häupter – der Edelmann Obrist Pawel Pestel – wird vom Kriegsminister Graf Alexander Tatischtschew (auf dem Bild 2. von links), den beiden Militärrichtern General Wassili Lewaschow (auf dem Bild 4. von rechts) und Generaladjutant Alexander Tschernyschow (auf dem Bild 3. von links) sowie vom Prozessführer Alexander Borowkow (auf dem Bild stehend) verhört. Der völlig unbedeutende „russische Edelmann“ Iwan Jewdokimowitsch Awrossimow, ein rothaariger Riese, die zweite fiktive Hauptgestalt im Roman, schreibt emsig das Protokoll des Verhörs. Obwohl sich Awrossimow im Verlaufe der Romanhandlung vom zarentreuen Schreiber zu einem Sympathisanten Pestels wandelt, der den Eingekerkerten sogar in einer Nacht- und Nebelaktion schließlich befreien möchte, bleibt er ein armer, kleiner Kanzlist, der seine zeitweilige Treulosigkeit abstreiten kann und in sein Dorf zurückgeschickt wird. Der Geheimbündler Pestel hingegen schmachtet ein halbes Jahr, wie auch die anderen Meuterer, in der Kasematte und stirbt Anfang Juli 1826 den Märtyrertod für seine Idee von der Ablösung der überlebten Russischen Monarchie durch eine Russische Republik frei nach dem Muster der Französischen Revolution.
Zu den oben erwähnten historischen Persönlichkeiten um den Fall des Freimaurers Pestel gesellen sich zwei Handlungsstränge, die durch den blutjungen Dekabristen Nikolai Saikin und den Verräter Arkadi Maiboroda, ehemals Gesinnungsfreund Pestels, zusammengehalten werden. Saikin soll bei der Suche nach Pestels in der Ukraine vergrabenen Dokumenten helfen und Maiboroda, der sich als Retter des Vaterlandes wähnt, erscheint bei Okudschawa als jämmerlicher Angsthase, der allerseits, nicht aber vom Imperator, gemieden wird. Neben der Historizität enthält der Text auch Elemente der Phantastischen Literatur. Der kräftige, rotgesichtige Awrossimow fällt unter den blasiert auftretenden Petersburger Höflingen sehr auf. Der ledige junge Mann mit den Hünenschultern verschreibt sich mitunter, weil er stets, selbst beim Protokollieren, an Frauen denkt, von denen er eine besitzen und mit ihr auf sein Dorf zum Mütterchen für immer und ewig heimkehren möchte. Die Phantastik geht streckenweise so weit, dass Wirklichkeit und Wunschtraum miteinander verwoben werden.

## Marginalien
Awrossimow, der angeblich die Kunst des Schreibens vorzüglich beherrscht, in praxi ein Mann mit Rechtschreibschwäche, protokolliert, der deutsche „Ferbrecher“ Pestel sei Lutheranischen Glaubens und habe gegen Bonaparte gekämpft.
Der Kriegsminister äußerst gegenüber Awrossimow unter vier Augen: „Schade um Pestel. War ein guter Kommandeur“ und fragt: „Was mag ihn aus der Bahn geworfen haben?“ Der Protokollant antwortet, Pestel sei „vom Teufel besessen“.
Im Gespräch werden neben Pestel noch andere Dekabristen erwähnt: Bestuschew, Fürst Schtschepin, Oberstleutnant Jentalzew, Fürst Wolkonski, Murawjow, Major Lohrer sowie Nikolai und Pawel Bobrischtschew-Puschkin.

## Rezeption
- Leipzig im Juli 1970: Ralf Schröder[10] stellt den Text in die Reihe der historischen Romanen von Alexej Tolstoi, Juri Tynjanow, Alexei Pawlowitsch Tschapygin und Olga Forsch. Zur oben erwähnten Phantastik: Okudschawa lehne sich in diesem seinen Schelmenroman an Dostojewskis Arme Leute (1846) und Der Doppelgänger (1846) an. Schröder weist auf die Darstellung „der zunächst unbewußten allmählichen geistigen Annäherung Awrossimows an Pestel“ hin.

### Verwendete Ausgabe
- Bulat Okudshawa: Der arme Awrossimow oder die Abenteuer eines Geheimschreibers. Roman. Aus dem Russischen von Thomas Reschke. Mit einem Nachwort von Ralf Schröder. Volk & Welt, Berlin 1971.